# 玻恩-冯·卡门边界条件
在固体物理学中，玻恩-冯·卡门边界条件（Born-von Karman boundary condition，又译“玻恩-卡曼边界条件”）是布拉菲点阵上给定函数的空间周期性边界条件。该条件常在固体物理学中用于描述理想晶体的性质。
玻恩-冯·卡门边界条件可描述为
{\displaystyle \psi (\mathbf {r} +N_{i}\mathbf {a} _{i})=\psi (\mathbf {r} )},
式中i 表示布拉菲点阵的任意维度方向，ai 为晶格基矢，Ni 表示任意整数（假设晶格无限大）。上述定义表明，对于任意平移矢量T，均有：
{\displaystyle \psi (\mathbf {r} +\mathbf {T} )=\psi (\mathbf {r} )}
其中：
{\displaystyle \mathbf {T} =\sum _{i}N_{i}\mathbf {a} _{i}}.
玻恩-冯·卡门边界条件是固体物理学中分析许多晶体性质，如布拉格衍射和带隙结构的重要条件。将晶体势能函数写成满足该条件的周期函数，并带入薛定谔方程，即得到晶体能带结构中重要的布洛赫定理的证明。